# Gibberella baccata
Gibberella baccata är en svampart som först beskrevs av Carl (Karl) Friedrich Wilhelm Wallroth, och fick sitt nu gällande namn av Pier Andrea Saccardo 1878. Gibberella baccata ingår i släktet Gibberella och familjen Nectriaceae.  Utöver nominatformen finns också underarten moricola.